# Kofun (kurhan)
Kofun (jap. 古墳) – rodzaj japońskiego kurhanu w kształcie dziurki od klucza, tykwy lub ósemki, zawierający grobowiec wysokiego rangą urzędnika lub wpływowego człowieka. Otaczany był jedną lub dwiema fosami. Wewnątrz grobowca umieszczano brązowe lustra, żelazne zbroje, miecze, noże, groty strzał, przedmioty codziennego użytku, narzędzia rolnicze, ozdoby i ceramikę. W niektórych grobowcach zamiast oryginalnych przedmiotów znajdowano ich misternie wykonane kopie z kamienia. Powstawały od III do VII wieku. Odkryto ich ponad 10 tys. Od nich wziął swoją nazwę okres Kofun.

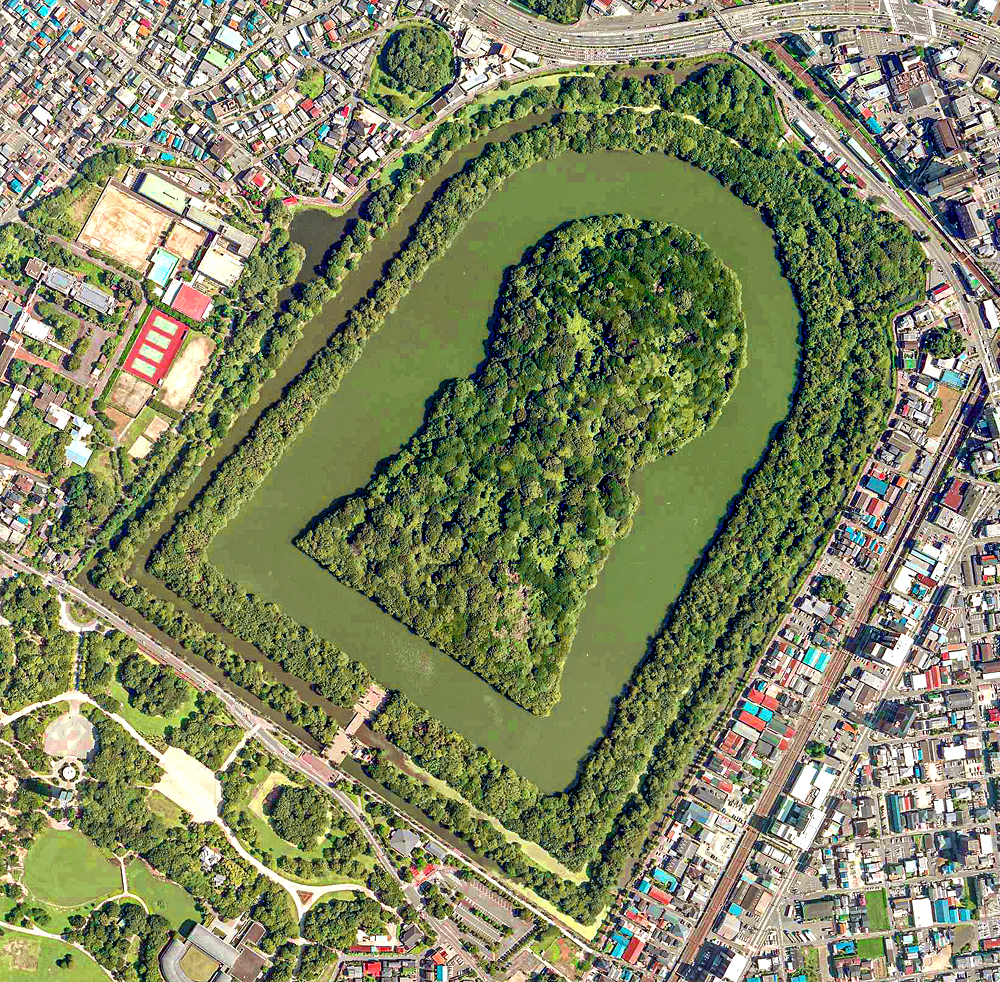
Daisenryō-kofun w Sakai uznany przez rząd japoński za grobowiec Nintoku

Od III do V wieku kofuny najczęściej powstawały na zboczach gór. W V wieku kurhany były usypywane w dolinach i ich rozmiar uległ znacznemu powiększeniu, tak że same wyglądały jak wzgórza i były widoczne z odległości kilku kilometrów. Od VI do VII wieku ich rozmiary ulegają zmniejszeniu. W drugiej połowie VII wieku zanikają całkowicie, co tłumaczone jest względami ekonomicznymi i rozpowszechnieniem się zwyczaju kremacji na modłę buddyjską. Powodem zanikania kurhanów mógł być także zakaz cesarza Kōtoku (596–654), o którym wspomina Nihongi pod datą 646 roku. W dekrecie tym cesarz zabrania budowy miejsc tymczasowego pochówku i wyposażania zmarłych w drogocenności. Wyznacza skalę wielkości kurhanu zależną od rangi społecznej zmarłego i nakazuje chowanie na wyznaczonych cmentarzach. Wskazuje budowę kurhanów jako powód nędzy narodu.
Największy kofun (Daisenryō-kofun) znajduje się w Sakai. Ma on 486 m długości, 305 m szerokości u podstawy i 245 m średnicy. Pierwotnie otoczony był trzema fosami, dziś została jedna. Kurhan ten został uznany przez rząd japoński za grobowiec cesarza Nintoku (313–399).